# Stonycreek River
Der Stonycreek River ist ein 72 Kilometer langer linker Nebenfluss des Conemaugh River im Südwesten des US-Bundesstaates Pennsylvania. Er entwässert ein rund 1210 Quadratkilometer großes Gebiet in den Countys Somerset und Cambria.

## Verlauf
Der Fluss entspringt bei Berlin im Somerset County und fließt meist in nordwestliche Richtung vorbei an Shanksville, wo der Rhoads Creek einmündet, Stoystown und Hooversville. Bei Hollsopple nimmt er den Quemahoning Creek auf, ehe er wenig später bei Johnstown mit dem Little Conemaugh River zusammenfließt, die zusammen den Conemaugh River bilden.